# Newtoniaans fluïdum

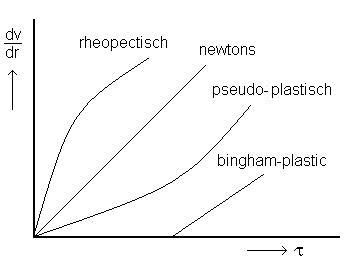
De gradiënt van de schuifsnelheid als functie van de schuifspanning voor verschillende soorten vloeistoffen. Het newtoniaans fluïdum wordt hier weergegeven als een rechte door de oorsprong.

Een newtoniaans fluïdum (ook wel newtons fluïdum of newton(iaan)se vloeistof genoemd) is een fluïdum (zoals een gas of een vloeistof) waarbij de schuifspanning in de stof recht evenredig is aan de gradiënt van de stroomsnelheid loodrecht op het schuifvlak. Het verband tussen de spanning en de snelheidsgradiënt is voor een newtoniaans fluïdum dus lineair. Dit is een benadering die voor veel 'eenvoudige' vloeistoffen (zeer) goed opgaat.
Dit type fluïdum is vernoemd naar Isaac Newton, die als eerste de relatie tussen de snelheidsgradiënt en de schuifspanning in differentiaalvorm formuleerde.
Veel vloeistoffen uit het dagelijks leven, zoals water, kunnen onder normale omstandigheden voor praktische berekeningen als een newtoniaans fluïdum worden gezien. Fluïda waarvoor de bovenstaande definitie niet opgaat, worden niet-newtoniaanse fluïda genoemd. Voorbeelden daarvan zijn bloed, tandpasta en tomatenketchup. Alle drie zijn voorbeelden van (bij benadering) een binghamplastic: het fluïdum gaat pas stromen als er een minimale schuifspanning (de zwichtspanning) wordt aangelegd. Tomatenketchup is tevens een voorbeeld van een thixotrope vloeistof: als de ketchup eenmaal stroomt, dan daalt de viscositeit naarmate de vloeistof langer stroomt, maar ze keert terug naar de aanvangswaarde als de vloeistof enige tijd in rust is geweest.

## Viscositeit
De viscositeit (ofwel de stroperigheid) van newtoniaanse fluïda is onafhankelijk van de spanningen en krachten op en in de stof. Wel is de viscositeit afhankelijk van de temperatuur en de druk. Als de stof geen homogeen mengsel is, omdat de chemische samenstelling per plek verschilt, of als er grote temperatuurverschillen zijn, kan de viscositeit per plek verschillend zijn.

## Wiskundig model

### Schuifspanning en stroming
Een newtoniaans fluïdum zal gaan stromen zodra er een schuifspanning binnen de stof heerst. Omgekeerd zal er een schuifspanning heersen zodra er een stroming optreedt. Voor een newtoniaans fluïdum geldt de volgende relatie voor het verband tussen de schuifspanning en de gradiënt in de stroomsnelheid:
{\displaystyle \tau _{xy}=\mu {\frac {dv_{y}}{dx}}}
waarbij:
{\displaystyle \tau _{xy}} de schuifspanning in de stof is,
{\displaystyle \mu } is de dynamische viscositeit van de stof; deze is bij een newtoniaans fluïdum constant,
{\displaystyle {\frac {dv_{y}}{dx}}} is de gradiënt van de stroomsnelheid loodrecht op het schuifvlak.
Het schuifvlak is het vlak waarover schuif plaatsvindt. Binnen de stof ontstaat een schuifspanning door de weerstand van de stof tegen het stromen.
Het verband tussen de spanning en de snelheidsgradiënt is voor een newtoniaans fluïdum dus lineair. Dit is een benadering die voor veel 'eenvoudige' vloeistoffen (zeer) goed opgaat.

### Stroming in drie dimensies
Als wordt aangenomen dat de stof niet kan worden samengedrukt, zodat de dichtheid constant blijft, en dat de viscositeit overal binnen de stof gelijk is, dan kan het stromingsgedrag in een cartesisch coördinatenstelsel door partiële afgeleiden worden beschreven:
{\displaystyle \tau _{ij}=\mu \left({\frac {\partial v_{i}}{\partial x_{j}}}+{\frac {\partial v_{j}}{\partial x_{i}}}\right)}
waarin:
{\displaystyle \tau _{ij}} de schuifspanning is op het {\displaystyle i}-de vlak van een deeltje in het fluïdum, in de {\displaystyle j}-de richting,
{\displaystyle v_{i}} de (stroom-)snelheid is in de {\displaystyle i}-de richting,
{\displaystyle x_{j}} is de afstand in de {\displaystyle j}-de richting.
Deze beschrijving werkt over het algemeen goed bij grote drukverschillen in vloeistoffen waarin geen grote temperatuurverschillen voorkomen, maar werkt bij gassen alleen goed zolang de drukverschillen klein zijn.